# フォークの達人
『フォークの達人』（ -たつじん） は、2006年4月7日から2008年3月1日まで毎月第1金曜日 にNHK衛星第2テレビで放送されていた音楽番組である。

## 概要
日本のフォークソング界の「達人」のライブと、番組ナビゲータの赤坂泰彦との対談から成っている。
毎回異なる「達人」のコンサートの放送が基本となっている。達人のコンサートには親交のあるミュージシャンや俳優などもゲスト出演している。コンサートの合間には達人と番組ナビゲータの対談が数回挟まれる。

## 放送時間
- 2006年4月7日 - 2007年3月2日：毎月第1金曜日 22:00 - 23:28
  - 第10回は、2007年1月の第2金曜日（1月12日）。
  - 第12回は、21:00 - 22:28。
- 2007年4月7日 - 2008年3月1日：毎月第1土曜日 23:00 - 翌00:28

## 出演者
ナビゲーター
- 2006年4月7日 - 2007年3月2日
  - 山口智充（DonDokoDon）
- 2007年4月7日 - 2008年3月1日
  - 赤坂泰彦

ゲスト
1. 遠藤賢司／佐野史郎、鈴木茂、サンボマスター（2006年4月7日）
2. 小室等／谷川賢作、まるで六文銭のように （及川恒平、四角佳子）、李麗仙（2006年5月5日）
3. 高石ともや／峰岸徹、笠木透（2006年6月2日）
4. 西岡たかし／五つの赤い風船、有山じゅんじ、戸井十月、矢野真紀（2006年7月7日）
5. 加川良（伴奏: すぎの暢）／ハンバートハンバート、大杉漣（2006年8月4日）
6. 山崎ハコ／大槻ケンヂ、根岸季衣 & The Blues Road、宇梶剛士（2006年9月1日）
7. 三上寛／山谷初男、KAJUZZ、ジョー山中（2006年10月6日）
8. 友部正人／板橋文夫、パスカルズ、谷川俊太郎（2006年11月3日）
9. 杉田二郎／永井龍雲、三浦和人、庄野真代、トキハイ、ムッシュかまやつ（2006年12月1日）
10. ブレッド&バター／南佳孝、堂島孝平、麻田浩（2007年1月12日）
11. 長谷川きよし／椎名林檎、つのだたかし、吉行和子（2007年2月2日）
12. 泉谷しげる／Char、時任三郎（2007年3月2日）
13. 友川カズキ／なぎら健壱、篠原勝之（2007年4月7日）
14. 大塚まさじ／石田長生、沢田としき、綾田俊樹（2007年5月5日）
15. トワ・エ・モワ／山上路夫、クニ河内（2007年6月2日）
16. イルカ／山田パンダ、所太郎、楳図かずお（2007年7月7日）
17. 海援隊／久保木脩一朗、長谷川法世（2007年9月1日）
18. 斉藤哲夫／あがた森魚、告井延隆（2007年10月6日）
19. ビリーバンバン／マイク眞木、せんだみつお（2007年11月3日）
20. なぎら健壱／寺岡呼人、山本一力（2007年12月1日）
21. 永井龍雲／笛吹利明、ミヤギマモル、富澤一誠（2008年2月2日）
22. 下田逸郎／斉藤ノブ、渡辺香津美、石川セリ（2008年3月1日）